# مجلة علمية

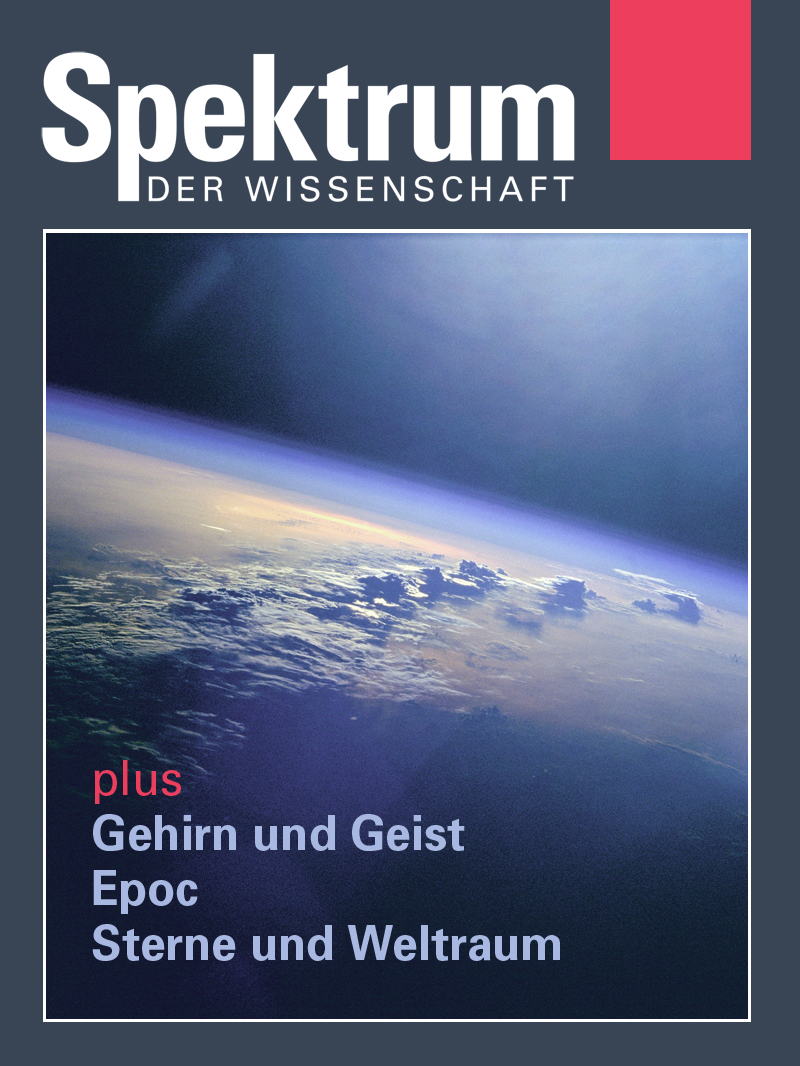
غلاف مجلة علمية

المجلة العلمية نوع من المجلات ويمكن تعريفها بأنها نشرة منتظمة ودورية تختص بنشر أبحاث علمية متخصصة في مجال علمي محدد وذلك بعد أن تمر تلك الأبحاث من  خلال مراحل كثيرة قبل النشر من تلك المراحل ما يعرف بعمليه التحكيم من قبل لجنه متخصصة في نفس مجال البحوث المراد نشرها وللمجلة العلمية المرتبة الأولى في نشر الجديد في مجال البحوث العلمية والنتائج التي يمكن تطبيقها وتحقيقها على أرض الواقع.

## أنواع المجلات العلمية
تنقسم المجلات العلمية إلى قسمين.

### مجلات علمية ثقافية.
المجلات العلمية الثقافية وهي تلك المجلات الصحفية والثقافية التي تعمل على نشر المقالات العلمية وآخر الاختراعات وغيرها من أخبار العلوم. المجلات العلمية الثقافية لاتحتوي على محكمين أو هيئة استشارية لنشر المقالات في المجلة. من الأمثلة على المجلات العلمية الثقافية: مجلة ساينتفك أميركان ونيو ساينتست ومجلة العلوم والتقنية ومجلة البيئة و التنمية والمجلات العلمية بالكليات المختلفة.

### مجلات علمية محكمة.
المجلات العلمية المحكمة. وهي المجلات التي تتكون من هيئات استشارية وتحتوي على لجان للتحكيم وتعني المجلات العلمية المحكمة في نشر البحوث العلمية والمقالات البحثية.

## مجلات علمية محكمة عربية
يوجد العديد من المجلات العلمية المحكمة العربية والتي تتبع لبعض المؤسسات البحثية أو للجامعات أو للمعاهد الاكاديمية. وفيما يلي أبرز هذه المجلات:

### مجلةiasj
مجلة الطب الكندي وهي مجلة علمية محكمة في المجال الطبي صادرة عن جامعة بغداد في العراق تصدر باللغة الإنجليزية وتعتبر من المجلات العلمية المحكمة في الجانب الطبي على المستوى العربي.

### مجلةMECSJ
وهي مجلة أردنية علمية دورية محكمة، وهي من المجلات العلمية المحكمة المتخصصة في البحوث التربوية والعلمية والأدبية وغيرها، بالإضافة إلى نشر ملخصات الرسائل العلمية وغيرها من الأعمال البحثية المُعترف بها، ذات اعتمادية ISI وحازت المجلة على عديد من التقديرات العلمية الدولية مثل ISIS -INDEX COPERNICUS INTERNATIONA ذات معامل تأثير 6.04.

### المجلة الإلكترونية الشاملة متعددة التخصصات (EIMJ[2])
هي مجلة علمية دولية محكمة تم إنشائها بعام 2017، ومن أفضل المجلات العلمية لنشر الأبحاث، وتُصدر نسخ إلكترونية بصورة دورية (تصدرشهرياً) بهدف تقديم خدمات تحكيم ونشر سريعة للباحثين من مختلف دول العالم في مختلف المجالات والتخصصات العلمية والأدبية والتربوية والطبية والقانونية والعلوم الإسلامية والفقهية والعلوم الإنسانية والاجتماعية والتاريخية وغيرها الكثير معامل التأثير للمجلة 5.52.

### مجلة AJRSP
المجلة الأكاديمية للأبحاث والنشر العلمي (AJRSP) هي مجلة دولية علمية محكمة دورية، تنشر المجلة الابحاث العلمية والدراسات البحثية في مختلف التخصصات والمجالات، وبشكل دوري كل شهر من قبل لجنة التحكيم في المجلة. وفقًا للفهرسة العالمية للمجلات العلمية الدولية.

### مجلة جامعة الملك عبد العزيز للهندسة
وهي مجلة متخصصة في العلوم الهندسية تتبع مركز النشر العلمي في جامعة الملك عبد العزيز وتعتبر هذه المجلة من أقوى المجلات العلمية المحكمة في النشر العلمي للعلوم الهندسية.

### مجلة الخليج العربي للبحوث العلمية
تعنى مجلة الخليج العربي للبحوث العلمية بنشر البحوث المبتكرة في العلوم الأساسية والتطبيقية وخاصة ما يتعلق منها بمنطقة الخليج العربي. وتحافظ المجلة على المستوى الرفيع للبحوث التي تنشر فيها وذلك عن طريق عرضها على محكمين ذوي كفاءة في موضوع البحث.

### مجلة JJP
المجلة الأردنية للفيزياء (JJP) هي مجلة دولية لاستعراض الأقران أنشأتها لجنة البحوث العليا، وزارة التعليم العالي والبحث العلمي الأردنية، وتنشر مرتين في السنة من قبل عمادة البحث والدراسات العليا في جامعة اليرموك في مدينة إربد.

### مجلة الدراسات الجامعية للبحوث الشاملة  (usrij)
تُعنى مجلة الدراسات الجامعية للبحوث الشاملة (usrij) بنشر الأبحاث العلمية المتعددة التخصصات، وتستهدف الباحثين والأكاديميين في العالم العربي وخارجه، مقدمةً لهم منصة لنشر أعمالهم البحثية ومشاركة نتائجهم العلمية.

## المجلة الجغرافية العربية
المجلة الجغرافية العربية مجلة مصرية علمية محكمّة، تصدر دورية مرتين في السنة عن الجمعية الجغرافية المصرية بالقاهرة.